# MADE in KENTA
『MADE in KENTA』（メイド・イン・ケンタ）は、髙田健太による個展。2021年2月4日から22日に韓国ソウルで開催され、同年10月22日から東京で開催を予定している。

## 概要
「MADE “by” KENTA」ではなく「MADE “in” KENTA」の理由としては誰かが何かを創造するとき、周りから見ればその人が０から作り出しているように見えてもその作り出している誰かも誰かに助けられ沢山のことを経験したことから影響を受けている。アート・音楽など、何かにとらわれることなく自分を表現し創造するとき”髙田健太”が作り出すのではなく、周りに居る人・環境と共に作り出すものだと考え、英語の”MADE by”より、”MADE in”とし、自分が作り出すものは決して1人で作り上げたものではないという意味を込められている。

## 開催

### 韓国での開催
KENTA TAKADA 1st solo exhibition【 MADE in KENTA - HOME WORK - 】
期間 - 2021年2月4日 - 2月22日
会場 - 韓国・ソウル『Gallery Puesto』

### 日本での開催
KENTA TAKADA JAPAN 1st exhibition【 MADE in KENTA：Ultimate Illuminating 】
期間 - 2021年10月22日 - 10月31日
会場 - 日本・東京『soko station 146』
タイトルにある『Ultimate Illuminating』の由来はColor of the Yearで「永続的な強さと希望のメッセージを伝える色の組み合わせ」として発表された2021年の色「Ultimate Gray」と「Illuminating」からヒントを得て、“最高の・究極”という意味のUltimateと、“照らす・証明”という意味のIlluminatingを組み合わせた造語である。
また、日本初個展開催に合わせ髙田健太の友人関係にある寺井司が店主をつとめるカヌレ専門店Shiroとスペシャルコラボしたカヌレの発売も決定している。